# Nils Beckman (justitieråd)
Nils Arvid Teodor Beckman, född den 30 oktober 1902 i Stockholm, död den 22 januari 1972 i Adolf Fredriks församling i Stockholm, var en svensk jurist.

## Biografi
Beckman blev juris kandidat vid Stockholms högskola 1923, assessor i Svea hovrätt 1934, hovrättsråd 1940, justitieombudsmannens ställföreträdare 1944, justitieråd 1947, ordförande på avdelning 1961 och Högsta domstolens ordförande 1963. Han var sekreterare i jordbruksutskottet 1935, sakkunnig i socialdepartementet 1936, särskild ordförande i Västmanlands östra domsagas rannsakning med den så kallade Salaligan 1936–1937, sekreterare straffrättskommittén 1937–1940 (lagstiftning om förmögenhetsbrott), ledamot och sekreterare i straffrättskommittén 1940–1953, styrelseledamot i Svenska kriminalistföreningen från 1940, vice ordförande 1954–1959, ordförande från 1959, medlare i äktenskapstvister 1941–1947, ordförande i interneringsnämnden 1943–1945, ledamot av lagrådet 1949–1950, ordförande 1958–1960, svensk redaktör för Tidsskrift for Rettsvitenskap 1951–1963, vice ordförande i Nationalföreningen mot tuberkulos 1952–1966, utgivare för Nytt juridiskt arkiv (tillsammans med andra) 1956, vice ordförande i Försäkringsjuridiska föreningen 1956–1959 och 1962–1965, ordförande i kommissionen för justitieombudsmannen och kommunerna 1956–1957, hyreslagskommittén 1957–1961.

## Utmärkelser
- Juris hedersdoktor vid Stockholms universitet 1953.
- Kommendör med stora korset av Nordstjärneorden, 6 juni 1957.[2]

## Familj
Nils Beckman var son till filosofie doktor Knut Anton Beckman (1859–1940) och hans hustru Ruth Hammarstedt (1864–1954).
Nils Beckman var gift med advokaten Sigrid Beckman (1899–1989), född Karlsson. Hovrättsrådet Sven Beckman och justitierådet Lars K. Beckman var söner till Nils och Sigrid Beckman. Makarna Beckman är begravna på Norra begravningsplatsen utanför Stockholm.